# Järnvägen Leipzig Hbf–Leipzig-Connewitz

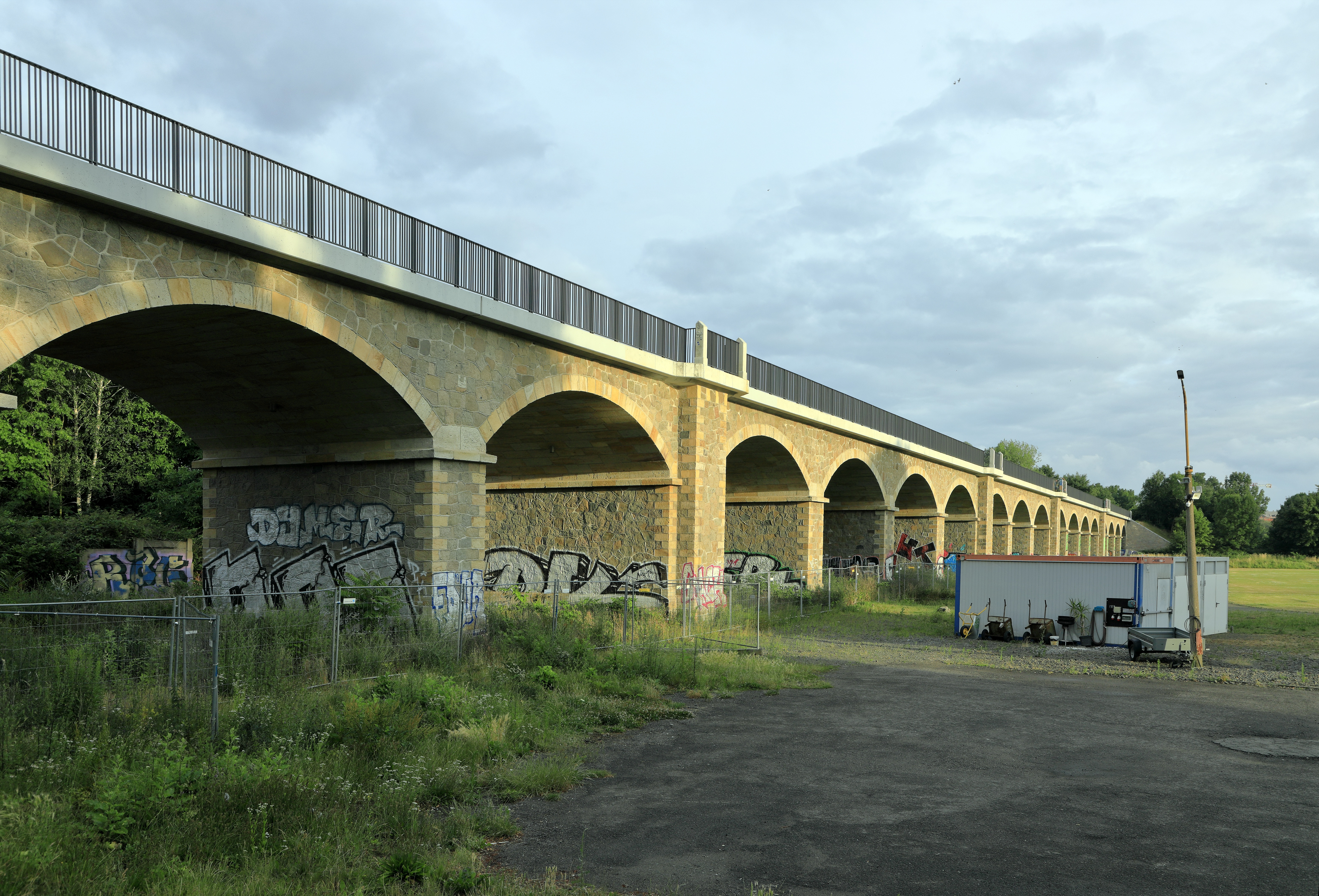
Bron mellan Leipzig-Stötteritz och Leipzig-Sellerhausen.

Leipzig Hauptbahnhof–Leipzig-Connewitz är en dubbelspårig elektrifierad järnväg i Sachsen, Tyskland. Järnvägen byggdes som en förbindelse mellan Leipzig Hauptbahnhof och Leipzig-Connewitz järnvägsstation. Delen Leipzig Hauptbahnhof - Leipzig-Stötteritz stängde för gott november 2012. 

## Historia
1873 påbörjades planering för en ny järnväg som kunde fungera som förbindelsejärnväg mellan Leipzigs järnvägsstationer. Alte Verbindungsbahn Leipzig stängdes för trafik 20 augusti 1878 när Leipzig Hbf–Leipzig-Connewitz öppnade. 
Linjen var en av Östtysklands första att elektrifieras, och arbetet stod klart 15 januari 1962. I samband med invigandet av Leipzigs S-bahn sent 1960-tal invigdes nya stationer på linjen, Sellerhausen, Anger-Crottendorf och Messegelände (heter idag Leipzig Völkerschlachtdenkmal). Stationen Leipzig Marienbrunn återinvigdes samtidigt, men stängde för trafik 2012. 
När City-Tunnel Leipzig invigdes i december 2013 stängdes delen Leipzig Hauptbahnhof - Leipzig-Stötteritz. Huvudanledningen var för att undvika underhållskostnader för bron mellan Leipzig-Stötteritz och Leipzig-Sellerhausen. För att undkomma nödvändiga renoveringskostnader innan tunneln öppnade, hade sträckan Leipzig Hauptbahnhof - Leipzig-Stötteritz redan stängt för gott i november 2012. När tunneln öppnade, december 2013, började tågen gå linjen Gaschwitz - Leipzig-Connewitz - Leipzig Hauptbahnhof. Således återöppnades inte stationen Leipzig-Marienbrunn, detta eftersom det på sträckan mellan Tabakmühle - Leipzig-Connewitz, efter tunnelns öppnande, bara går godståg.